# Магон (писател)
Вижте пояснителната страница за други личности с името Магон.
Магон (на латински: Mago) е картагенски писател от 2 век пр.н.е.
Той е автор на произведение от 28 книги по селско стопанство, преведени от Децим Силан на латински, по-късно на гръцки от Касий Дионисий.